# Fontana la Nave
L'approdo alla nave, nota semplicemente come Fontana la Nave o Nave di Cascella, è una fontana monumentale situata a Pescara in Largo Mediterraneo. Costruita nel 1987 dallo scultore Pietro Cascella, l'opera rappresenta simbolicamente una galea, antica imbarcazione a remi, concepita come rievocazione della storia marinaresca della città e dei patimenti subiti dai prigionieri della fortezza borbonica, costretti a lavorare come rematori sulle navi spagnole nel XIV secolo. 
Un modello in miniatura dell'opera, attualmente conservato presso il Palazzo di Città di Pescara, fu esposto nel 1986 a Firenze in piazza Santa Croce per volontà dell'allora sindaco toscano Massimo Bogianckino. Dato il suo valore simbolico e la posizione strategica, Fontana la Nave è comunemente considerata l'opera della città in cui si identifica maggiormente la collettività pescarese.

## Storia
L'opera fu progettata nei primi anni ottanta dall'artista Pietro Cascella, il quale concepì l'idea del monumento durante il periodo trascorso nella campagna toscana, tra i comuni di Fivizzano e Pietrasanta. L'opera fu commissionata dal comune di Pescara, città natale dello scultore, con l'intento di rendere omaggio sia alla tradizione marinaresca del luogo, sia agli eventi del Bagno Borbonico, antico carcere del Regno delle Due Sicilie, i cui detenuti erano sfruttati come rematori sulle navi spagnole fino al 1859. Il primo bozzetto del monumento, realizzato in travertino, venne esposto nel 1986 a Firenze in piazza Santa Croce per volere del sindaco Massimo Bogianckino, un discendente dalla famiglia di Gabriele D'Annunzio, da cui deriva la sua vicinanza con la città adriatica.
In una lettera datata 30 settembre 1984 e indirizzata ad Alberto Casalini, l'allora sindaco di Pescara, Cascella indicò piazza della Rinascita come luogo di destinazione del monumento. L'opera, intitolata L'approdo alla nave, fu infine inaugurata il 4 luglio 1987 presso l'adiacente Largo Mediterraneo, a quel tempo parte integrante di piazza Primo Maggio, concludendo in maniera definitiva la prospettiva di corso Umberto I. In precedenza, il largo aveva già ospitato il monumento ai caduti della prima guerra mondiale di Castellammare Adriatico, progettato dallo scultore Guido Costanzo e completato da Torquato Tamagnini, rimosso nel 1942 nell'ambito della campagna di requisizione dei bronzi svolta dal governo fascista.
Dal momento dell'inaugurazione, Fontana la Nave e il rispettivo largo sono regolarmente sede di eventi e manifestazioni culturali, sportivi, concertistici e mondani di carattere nazionale e internazionale. Il monumento è stato al centro della cerimonia di chiusura dei XVI Giochi del Mediterraneo nel 2009 e ha ospitato, sei anni più tardi, i Giochi del Mediterraneo sulla spiaggia. Fontana la Nave è stata riconosciuta come sito d'interesse culturale dal Ministero per i beni e le attività culturali in base alla delibera ministeriale del 24 marzo 2016, in cui l'opera è stata dichiarata «testimone dell'identità e della storia delle istituzioni pubbliche e collettive» della città di Pescara. Dal 2018, l'opera è parte dell'ecomuseo Fuga dal Museo, istituito per promuovere e salvaguardare il patrimonio artistico di Pietro Cascella presente sul territorio pescarese.

## Descrizione
Il monumento è inserito in una vasca rettangolare in marmo di Carrara, situata nell'arenile della riviera nord pescarese, con un ingombro totale di quindici metri di lunghezza, quattro metri d'altezza e circa nove metri di larghezza. La scultura di una nave stilizzata è posizionata al centro della vasca; le sue forme rimandano ad una galea, un'antica tipologia di imbarcazione a remi. Il tema dell'intera composizione è il mare; essa è composta da forme arcaiche e simbologie universali, tratte dall'immaginario tradizionale e in grado di esprimere una percezione di potenza ed energia. L'opera è a volte descritta come una provocazione postmoderna, i cui tratti si collocano tra l'astrattismo e il dadaismo, in reazione al razionalismo italiano del periodo fascista che predomina nell'architettura novecentesca della città adriatica.
La nave viene concepita dall'autore come strumento di scambio culturale con la sponda opposta del mare Adriatico, «una sorta di mezzo di trasporto che veicolava le aspirazioni della città a rapportarsi con altre culture» secondo l'architetto Maria Giulia Picchione. Nel rispetto di tale concetto, la scultura è posizionata in un luogo aperto verso il mare, senza alcun filtro che ostacoli l'orizzonte dell'adriatico; pronta a salpare verso l'ignoto, la nave è trascinata dalla fantasia e dalla sete di ricerca, aspetti con cui Cascella ha voluto animare le proprie radici. La prua rivolta verso la città viene intesa come simbolo della vocazione dei cittadini al lavoro, al viaggio e al ritorno. Le scelte di forma, cromia e materiali sono ponderate in base al paesaggio costiero circostante, caratterizzato da sabbia e mare.